# Adolf Glitza

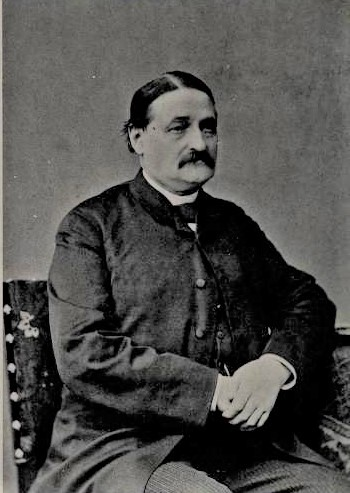
Adolf Glitza

Adolf Glitza, auch Adolph Glitza, vollständig Johann Friedrich Adolph Glitza, ursprünglich Johann Friedrich Adolph Glitz (* 25. Juli 1820 in Hamburg; † 3. März 1894 ebenda) war ein deutscher evangelisch-lutherischer Geistlicher und Kunstsammler.

## Leben
Adolf Glitza war Sohn eines Schuhmachers. Die Pädagogen Wilhelm und Friedrich Glitza waren seine Brüder. Er besuchte die Gelehrtenschule des Johanneums und studierte ab Ostern 1842 Evangelische Theologie an den Universitäten Jena, Leipzig und Berlin. 1845 wurde er nach bestandenem Amtsexamen Kandidat des Hamburgischen Geistlichen Ministerium. Er war zunächst als Lehrer an der von seinen beiden Brüdern betriebenen privaten Höheren Bürgerschule tätig. 1852 wurde er zum Diaconus (3. Pastor) an der Hauptkirche Sankt Katharinen erwählt.
1875 wurde er Nachfolger des verstorbenen Otto Wolters Hauptpastor der Katharinenkirche. Glitza stand „führend auf der Seite der Liberalen Theologie“. Mit ihm begann die liberale Hauptpastoren-Tradition der Katharinenkirche. Obwohl auch politisch eher liberal, kämpfte Glitza zäh, aber vergeblich gegen das Zollanschlussabkommen von 1881, das den Freihafen und mit dem Bau der Speicherstadt die Zwangsumsiedlung von etwa 20.000 Menschen und eine massive Verkleinerung des Kirchspiels von St. Katharinen mit sich brachte. Zum Ausgleich wurde das Arbeiterviertel Hammerbrook 1887 nach St. Katharinen umgepfarrt. Dies wiederum führte zu Diskussionen um den Erhalt der Katharinenkirche oder eine Verlegung, die erst nach Glitzas Tod mit dem Bau der St.-Annen-Kirche als zusätzlicher Kirche für Hammerbrook 1898 ihr Ende fanden. Kurz vor Ende seines Lebens und seiner Amtszeit erlebte Hamburg die Choleraepidemie von 1892.
Seit 1855 war er verheiratet mit Ida, geb. Sasse (1837–1918). Das Paar hatte einen Sohn, Adolf, und eine Tochter, Ida (1855–1943). Diese heiratete 1877 den Großkaufmann Eduard Meyer, der den Familiennamen Meyer-Glitza annahm.

## Gemäldesammlung

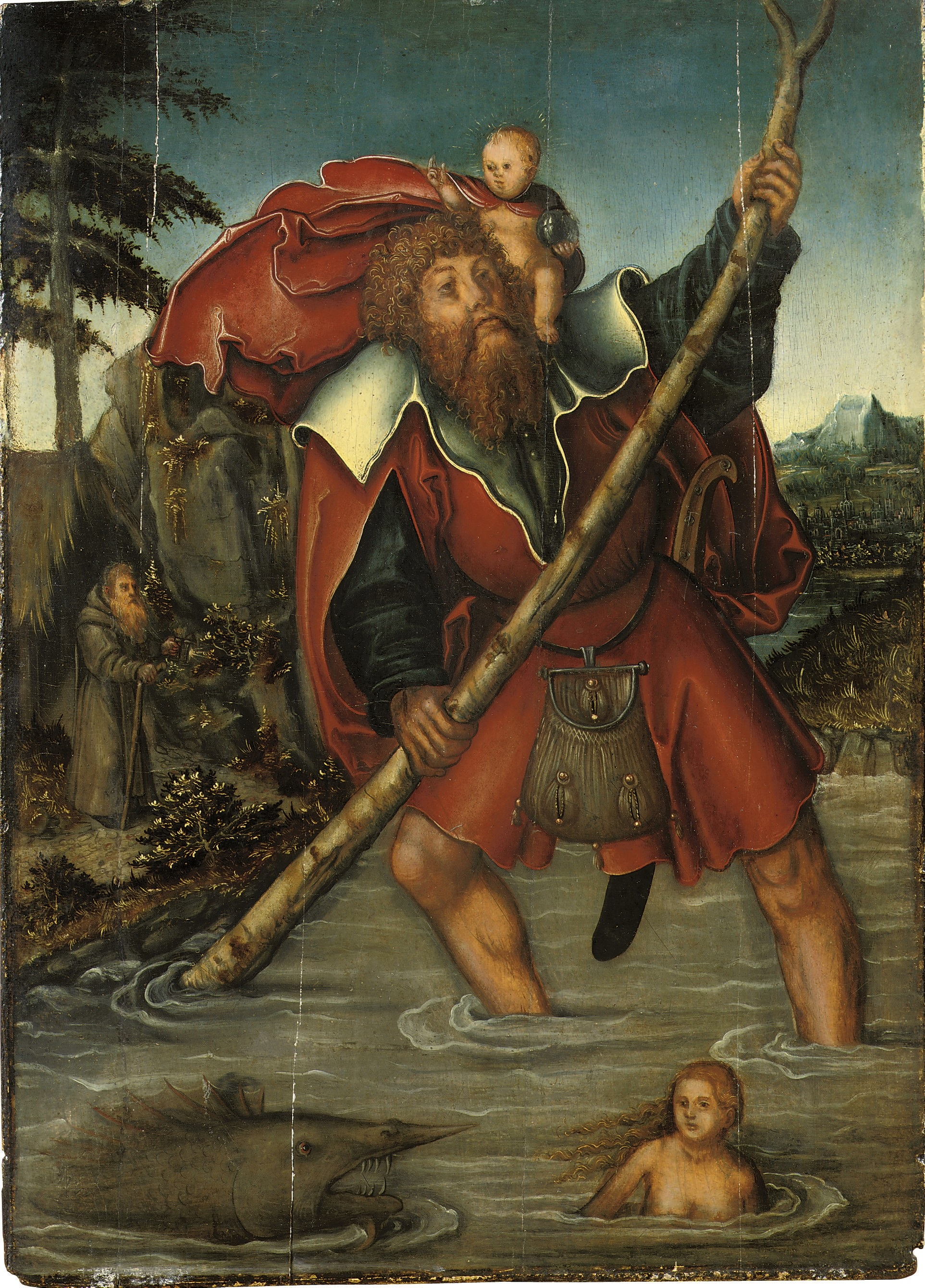
Lukas Cranach d. Ä.: Der heilige Christophorus mit dem Jesuskind überquert einen Bach (etwa 1518–1520)

Adolph Glitza baute mit Unterstützung seines Bruders Wilhelm seit den 1850er Jahren eine bedeutende Gemäldesammlung auf, deren Schwerpunkt niederländische, deutsche und italienische Alte Meister waren. Er zählte bald zu den bedeutenden privaten Hamburger Sammlern. Die Sammlung war im Hauptpastorat am Catharinenkirchhof 26 nach Anmeldung öffentlich zugänglich. 1893 war Glitza Mitbegründer der Gesellschaft Hamburgischer Kunstfreunde, einem Vorläufer der Freunde der Kunsthalle.
Im September und Oktober 1896 fand zum Gedenken an Adolf Glitza in der Hamburger Kunsthalle eine erste Ausstellung der Sammlung mit 122 Gemälden statt. Alfred Lichtwark berichtet im Vorwort des dazu von Cornelis Hofstede de Groot unter Mitarbeit von Max J. Friedländer verfassten Ausstellungskataloges, dass bis zum Ende des 19. Jahrhunderts noch keine Gesamtausstellung von Werken älterer Meister aus Hamburger Privatbesitz stattgefunden habe. Wenn man kennen zu lernen wünschte, was das Hamburger Bürgerhaus auf diesem Gebiete noch besaß, hatte man es damals von Haus zu Haus aufzusuchen. Die aus Eintrittskarten und Katalogen erzielten Mittel verwandte die Gesellschaft Hamburgischer Kunstfreunde für ihre ersten Graphikaufträge, die sogenannten Glitza-Blätter. 1898 schenkte die Familie der Kunsthalle ein Gemälde des Hamburger Malers Matthias Scheits Gesellschaft im Freien. Es kam jedoch nicht zu einer erhofften Übernahme der Sammlung durch die Kunsthalle.
Glitzas Witwe betreute die Sammlung bis an ihr Lebensende 1918. Sie kam in das Haus Horner Landstraße 47, wo sie nach „Anmeldung im Comptoir Alsterdamm 16–17“ auch weiter besichtigt werden konnte; sie wurde sogar im Baedeker erwähnt. Ein zweiter Katalog erschien 1922. In dieser wirtschaftlich schwierigen Zeit kam es zu einzelnen Verkäufen, so der Kreuzigung des Meisters der Virgo inter Virgines 1930 an die Sammlung Thyssen-Bornemisza und des St. Christophorus von Lukas Cranach dem Älteren, der 1932 bei Paul Graupe in Berlin versteigert wurde. Cranachs Verkündigung an Joachim gelangte Anfang der 1930er Jahre in die Sammlung Mór Lipót Herzog in Budapest, befindet sich heute im Szépművészeti Múzeum und ist seit 2010 Teil einer Restitutionsklage.
Der verbliebene Teil der Sammlung Meyer-Glitza kam nach dem Tod von Adolf Glitzas Enkel Constantin Meyer-Glitza (1884–1965) im November 1965 bei Ernst Hauswedell zur Auktion.

## Werke
- Antrittspredigt gehalten bei seiner Einführung in das Amt als Hauptpastor zu St. Catharinen am 23. März 1876. Hamburg: Kümpel 1876

### Sammlungskataloge
- Katalog der deutschen und hollaendischen Meister der Sammlung Glitza. Gedaechtnissausstellung der Gesellschaft Hamburgischer Kunstfreunde. Kunsthalle zu Hamburg, September-October MDCCCLXXXXVI. Hamburg 1896, (Digitalisat)
- A. L. Mayer: Die Gemäldesammlung Glitza in Hamburg. Beschreibendes Verzeichnis. München 1922
- Versteigerung: Gemäldesammlung Meyer-Glitza Hamburg. Bilder des 16. bis 19. Jahrhunderts. Dr. Ernst Hauswedell, Hamburg 36, Sonnabend, 27. November 1965 – Hamburg, (Digitalisat)